# Margattea bisignata
Margattea bisignata är en kackerlacksart som beskrevs av Bei-Bienko 1970. Margattea bisignata ingår i släktet Margattea och familjen småkackerlackor.
Artens utbredningsområde är Vietnam. Inga underarter finns listade i Catalogue of Life.